# Джеймс, Мэнди
Аманда Элизабет (Мэнди) Джеймс (в замужестве — Морган; англ. Amanda Elizabeth (Mandy) James (Morgan); род. 25 октября 1960, Кардифф) — валлийская и британская пловчиха. Участница летних Олимпийских игр 1976 года.

## Биография
Мэнди Джеймс родилась 25 октября 1960 года в британском городе Кардифф.
Выступала в соревнованиях по плаванию за городской спортивный клуб Кардиффа. В 1976 и 1978 годах становилась чемпионкой Великобритании в плавании на 100 метров на спине.
В 1976 году вошла в состав сборной Великобритании на летних Олимпийских играх в Монреале. На дистанции 100 метров на спине заняла 23-е место с результатом 1 минута 7,28 секунды, уступив 1,09 секунды худшей из попавших в полуфинал Гленде Робертсон из Австралии.
В 1978 году участвовала в Играх Содружества в Эдмонтоне. В составе сборной Уэльса заняла 4-е место в эстафете 4х100 метров вольным стилем, 5-е — в эстафете 4х100 метров комплексным плаванием.

## Семья
Сын — Дэвид Морган (род. 1994), австралийский пловец. Бронзовый призёр летних Олимпийских игр 2016 года, участник летних Олимпийских игр 2020 года.